# Periclina inquietaria
Periclina inquietaria là một loài bướm đêm trong họ Geometridae.